# Prunella grandiflora
Prunella grandiflora es una especie de planta fanerógama de la familia de las lamiáceas.

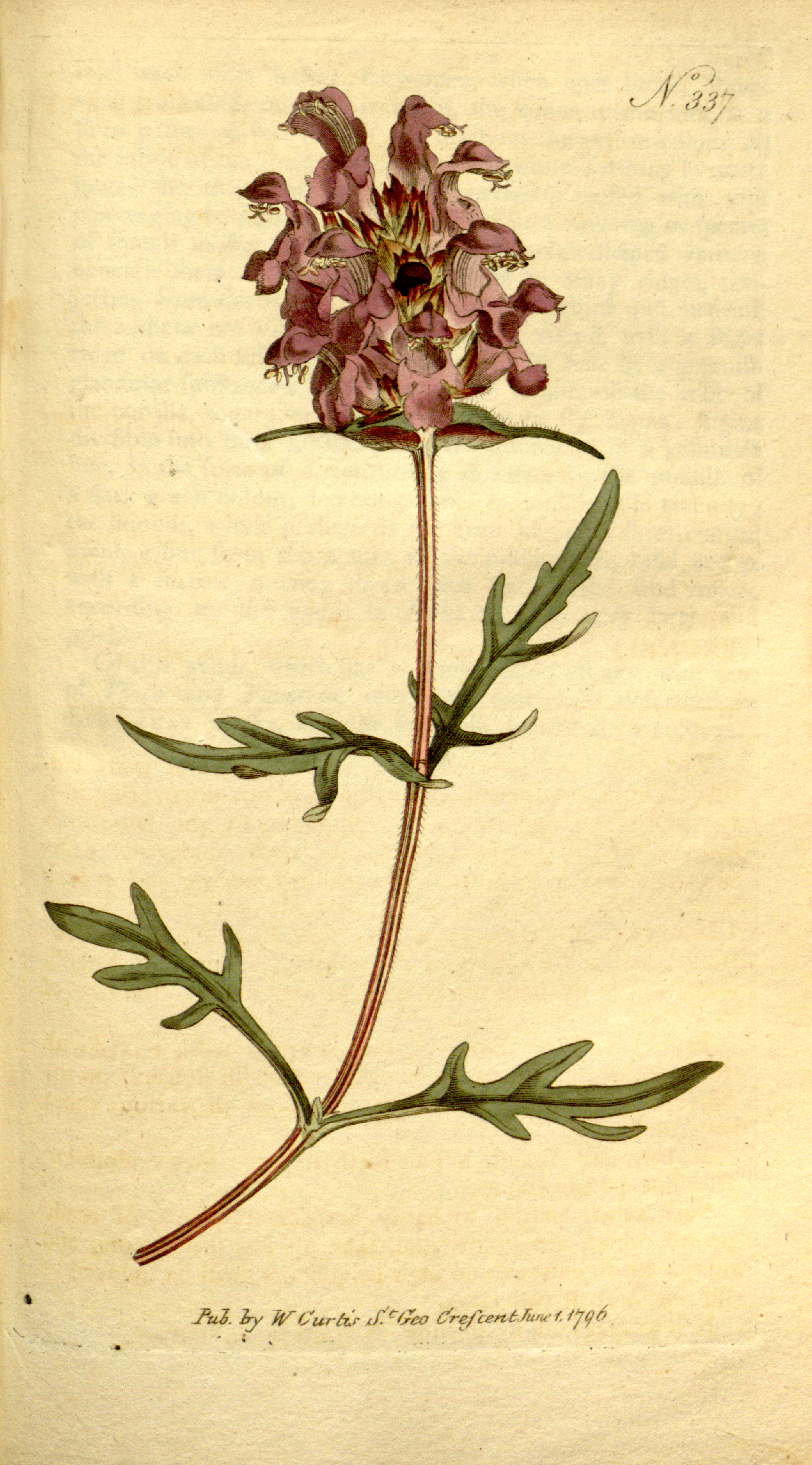
Ilustración

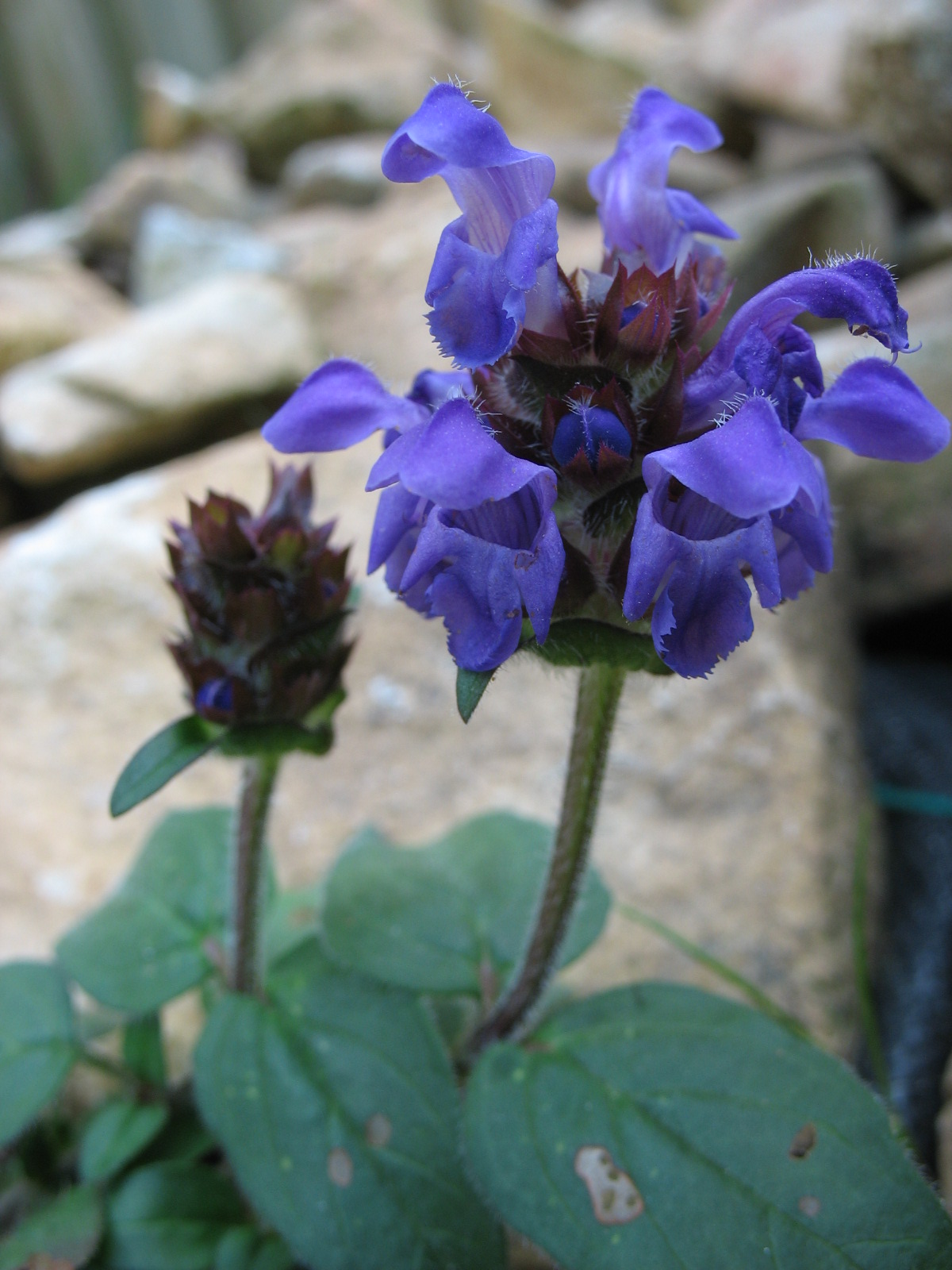
Detalle de la flor

## Descripción
Es una hierba perenne, laxamente cespitosa y pluricaule. Las hojas son opuestas y pecioladas, hastadas o truncadas en la base. Las inflorescencias son verticilastros bracteados formados por 6 flores. El cáliz es bilabiado, con un labio superior tridentado y un labio inferior con dos largos dientes. La corola es grande (2.5-3 cm) y bilabiada, con el labio superior con forma de casco. El fruto es un tetraquenio. 

## Hábitat
Se cría en comunidades muy diversas, bosques, matorrales, pastos... aunque prefiere sitios húmedos y frecos.

## Taxonomía
Prunella grandiflora, fue descrita por Carlos Linneo Jacq. y publicado en Florae Austriaceae 4: 40. 1776.
Etimología
Prunella: nombre genérico que deriva de una palabra alemana para "anginas", una enfermedad que esta planta se utiliza para tratar.
grandiflora: epíteto latíno que significa "con flores grandes"
Variedades y Sinonimia
- Prunella vulgaris var. grandiflora  L., Sp. Pl.: 600 (1763).

subsp. grandiflora. De Europa hasta el Cáucaso.
- Prunella hastata Spreng., Syst. Veg. 2: 692 (1825).
- Prunella speciosa Wender., Schriften Ges. Beförd. Gesammten Naturwiss. Marburg 2: 257 (1831).
- Prunella alpina Timb.-Lagr., Bull. Soc. Bot. France 13(Sess. Extr.): cliii (1866), nom. illeg.
- Prunella tournefortii Timb.-Lagr., Bull. Soc. Bot. France 13(Sess. Extr.): cliv (1866).
- Prunella transsilvanica Schur, Enum. Pl. Transsilv.: 953 (1866).

subsp. pyrenaica (Gren. & Godr.) A.Bolòs & O.Bolòs, Veg. Com. Barcelona: 472 (1950). Del sudoeste de Europa.
- Prunella pyrenaica (Gren. & Godr.) Philippe, Fl. Pyren. 2: 173 (1859), nom. illeg.
- Prunella hastifolia Brot., Fl. Lusit. 1: 181 (1804).[4]

## Nombres comunes
- Castellano: azafate de la reina, brunela mayor, consuelda mayor, morena gentil, morenilla española.[5]